# Dome S101
Chronologie des modèles (2001 - 2007)
Dome S102
La Dome S101 est une voiture de course développée par le constructeur japonais Dome. Elle est homologuée pour courir dans la catégorie LMP1 de l'Automobile Club de l'Ouest, ainsi que dans la catégorie SR1 de la fédération internationale de l'automobile.
Elle a principalement participé aux Le Mans Series, au championnat FIA des voitures de sport, aux 24 Heures du Mans.